# Garðar Gunnlaugsson
Garðar Gunnlaugsson, född den 25 april 1983 i Akranes, är en isländsk fotbollsspelare som spelar som anfallare för ÍA Akraness.
Tidigare spelade Gunnlaugsson han bland annat två säsonger i svenska IFK Norrköping, där han 2007 vann Superettans skytteliga. Under sina två år i Norrköping gjorde Gunnlaugsson 29 mål på 49 matcher. Efter det blev han den första isländske spelaren att spela i Bulgariens högsta division, A PFG.